# Seed (The Walking Dead)
Seed é o primeiro episódio da terceira temporada da série de televisão The Walking Dead, que foi exibida originalmente na AMC nos Estados Unidos e no Canadá em 14 de outubro de 2012. O episódio foi escrito por Glen Mazzara e dirigido por Ernest Dickerson. Ele é ambientado seis meses após a final da segunda temporada e se concentra em Rick Grimes (Andrew Lincoln) e seu grupo de sobreviventes encontrando um complexo prisional mostrado no episódio anterior. Enquanto isso, Michonne (Danai Gurira) cuida de Andrea (Laurie Holden), que está doente.
O episódio recebeu elogios da crítica em geral, com muitos críticos elogiando seu retorno à forma nos níveis de tensão e urgência. Muitos também observaram-no como um exemplo da promessa de Glen Mazzara para um "nível mais elevado de ação", pouco visto nos episódios anteriores da série. O episódio também contou com a promoção de Danai Gurira ao elenco principal.
Seed rendeu 10,9 milhões de telespectadores, quebrando vários recordes não só para a série, mas para a história da televisão também.

## Enredo
Oito meses depois de um grupo de zumbis invadir a fazenda de Hershel Greene (Scott Wilson), o grupo está em busca de um novo abrigo. Enquanto isso, Lori Grimes (Sarah Wayne Callies), a esposa de Rick Grimes (Andrew Lincoln) está prestes a dar à luz a qualquer momento. Depois de serem expulsos de uma casa abandonada por zumbis que ainda infestam a área, Rick e Daryl Dixon (Norman Reedus) vão em busca de alimentos e avistam um complexo de prisão. Com a ajuda dos outros sobreviventes, Rick consegue entrar no pátio da prisão. Eles se trancam dentro da primeira porta e matam todos os zumbis dentro de um quintal cercado. Observando que os zumbis que encontraram eram todos presidiários e guardas, Rick acredita que a prisão ainda pode ter um depósito de suprimentos grande. Depois de o grupo se instalar à noite na prisão, Rick exorta-os a continuar no lugar e adotá-lo como um novo lar.
Enquanto isso, Andrea (Laurie Holden) caiu gravemente doente desde que foi separada do grupo, sendo levada por Michonne (Danai Gurira), a figura encapuzada que resgatou Andrea na floresta no final da segunda temporada. Michonne manteve Andrea em um armário de carne, enquanto invadia uma farmácia para encontrar aspirina para reduzir a febre de Andrea. Andrea se sente como um fardo para Michonne, e diz a ela para continuar sobrevivendo sem ela, mas Michonne se recusa e sai para um refúgio mais seguro, levando Andrea.
No dia seguinte, Rick e os outros conseguem limpar o pátio da prisão, matando todos os zumbis. Daryl observa que um dos zumbis que matou era um civil, insinuando uma possível violação de segurança da prisão. O grupo encontra um bloco de celas para dormir. Lori passa a confiar mais em Hershel, acreditando que sua relação com Rick e seu filho, Carl Grimes (Chandler Riggs), está arruinada. Ela também teme que o bebê nasça morto após perceber que não sente nenhum movimento, e as preocupações de que o bebê pode reanimar e devorá-la de dentro para fora, ou que ela poderia morrer durante o parto passam a preocupá-la constantemente. Hershel acalma Lori e tenta convencê-la a não se preocupar com isso. Rick, Daryl, Hershel, Glenn Rhee (Steven Yeun), T-Dog (Irone Singleton) e Maggie Greene (Lauren Cohan) vão em uma missão de reconhecimento para outras partes da prisão. Eles vasculham todo o interior do prédio com lanternas, até que um progresso maior se torna impossível. Eles se separaram depois de tropeçar em cima de um grupo de zumbis e Hershel é mordido na perna por um zumbi. Rick amputa a perna de Hershel com um machado, na esperança de que a amputação evite a infecção de outras partes do corpo. Com Hershel gritando de dor, Rick tenta encontrar algo para estancar o sangramento. Enquanto isso, Daryl descobre que o grupo não está sozinho - há cinco prisioneiros sobreviventes observando-os.

## Recepção
O episódio foi aclamado pela crítica. Zack handlen, do The A.V. Club, deu ao episódio uma nota A- em uma escala de A a F. Eric Goldman, do IGN, deu o episódio uma nota 9,2 de 10.
Após a sua primeira transmissão em 14 de Outubro de 2012, Seed quebrou vários recordes de audiência quando atingiu 10,9 milhões de espectadores, tornando-se o episódio de série de TV mais visto na história da televisão a cabo, e o episódio mais visto da série até à data, superando o recorde anterior, registrado na 2ª temporada, em Beside the Dying Fire. Entretanto, o recorde do episódio foi superado mais tarde, por outros episódios também da mesma série de TV. A estréia da 3ª temporada viu um aumento de 33,4% na audiência levando em conta a estréia da 2ª temporada.